# Volleyball-Europameisterschaft der Männer 2009
Die Volleyball-Europameisterschaft der Männer 2009 fand vom 3. bis 13. September 2009 in der Türkei statt. Die deutsche Mannschaft war wegen der guten Platzierung beim vorherigen Turnier automatisch qualifiziert und belegte am Ende den sechsten Platz. Polen gewann im Finale gegen Frankreich zum ersten Mal den Titel. Die Spiele wurden in Istanbul und İzmir ausgetragen.

## Modus
Das Turnier begann mit einer Vorrunde in vier Gruppen (A–D) mit je vier Mannschaften. Die besten drei Teams jeder Gruppe erreichten die zweite Runde. Dort wurden zwei Sechsergruppen (E und F) gebildet, wobei die Ergebnisse aus den direkten Duellen der ersten Runde übernommen werden. Die beiden besten Mannschaften der beiden Gruppen erreichten das Halbfinale. Die Verlierer der Halbfinals spielten um den dritten Platz, die Sieger ermittelten im Endspiel den neuen Europameister.

## Spielplan

### Erste Runde
Die deutsche Mannschaft startete in Gruppe A mit einem knappen Sieg gegen die Gastgeber. Im zweiten Spiel unterlag der Europaliga-Sieger den Polen, die sich vorzeitig für die zweite Runde qualifizierten. Nach einer weiteren Niederlage gegen Frankreich drohte der DVV-Auswahl das Aus nach der Vorrunde. Da die Türken ihre verbleibenden Spiele jedoch verloren, zogen die Deutschen als Gruppendritter hinter Polen und Frankreich noch in die Zwischenrunde ein.
In Gruppe B erreichten die Niederlande mit zwei Erfolgen gegen Finnland und Estland die nächste Runde, mussten aber den Russen nach einer Tiebreak-Niederlage im direkten Duell den Gruppensieg überlassen. Finnland sicherte sich mit einem Sieg gegen Estland den dritten Rang. Spanien verlor nach dem Auftaktsieg in Gruppe C das zweite Spiel gegen Griechenland, das sich ungeschlagen den ersten Rang sicherte. Im abschließenden Duell gegen die ebenfalls für die zweite Runde qualifizierten Slowaken setzte sich Spanien in fünf Sätzen durch. In Gruppe D dominierte Bulgarien mit drei Siegen. Serbien belegte nach der Niederlage im ersten Spiel den zweiten Rang, während den Italienern nur ein Sieg gegen die ausgeschiedenen Tschechen gelang.
| Gruppe A in İzmir |             |       |        |       |
| Platz             | Team        | Sätze | Punkte | BPQ   |
| 1.                | Polen       | 9:2   | 6      | 1,211 |
| 2.                | Frankreich  | 7:4   | 5      | 1,077 |
| 3.                | Deutschland | 5:8   | 4      | 0,904 |
| 4.                | Türkei      | 2:9   | 3      | 0,870 |

| Gruppe B in Istanbul |             |       |        |       |
| Platz                | Team        | Sätze | Punkte | BPQ   |
| 1.                   | Russland    | 9:3   | 6      | 1,251 |
| 2.                   | Niederlande | 8:6   | 5      | 1,065 |
| 3.                   | Finnland    | 5:6   | 4      | 0,886 |
| 4.                   | Estland     | 2:9   | 3      | 0,830 |

| 3. September | Polen       | Frankreich  | 3:1 |
|              | Deutschland | Türkei      | 3:2 |
| 4. September | Polen       | Deutschland | 3:1 |
| 5. September | Frankreich  | Deutschland | 3:1 |
|              | Türkei      | Polen       | 0:3 |
| 6. September | Türkei      | Frankreich  | 0:3 |

| 3. September | Estland     | Russland    | 1:3 |
|              | Niederlande | Finnland    | 3:2 |
| 4. September | Niederlande | Estland     | 3:1 |
| 5. September | Russland    | Niederlande | 3:2 |
|              | Finnland    | Estland     | 3:0 |
| 6. September | Russland    | Finnland    | 3:0 |

| Gruppe C in İzmir |              |       |        |       |
| Platz             | Team         | Sätze | Punkte | BPQ   |
| 1.                | Griechenland | 9:3   | 6      | 1,050 |
| 2.                | Spanien      | 6:5   | 5      | 1,056 |
| 3.                | Slowakei     | 7:6   | 4      | 1,021 |
| 4.                | Slowenien    | 1:9   | 3      | 0,875 |

| Gruppe D in Istanbul |            |       |        |       |
| Platz                | Team       | Sätze | Punkte | BPQ   |
| 1.                   | Bulgarien  | 9:3   | 6      | 1,120 |
| 2.                   | Serbien    | 8:4   | 5      | 1,098 |
| 3.                   | Italien    | 4:6   | 4      | 0,996 |
| 4.                   | Tschechien | 1:9   | 3      | 0,790 |

| 3. September | Spanien      | Slowenien    | 3:0 |
| 4. September | Griechenland | Spanien      | 3:0 |
|              | Slowenien    | Slowakei     | 0:3 |
| 5. September | Slowakei     | Griechenland | 2:3 |
| 6. September | Slowenien    | Griechenland | 1:3 |
|              | Slowakei     | Spanien      | 2:3 |

| 3. September | Bulgarien  | Serbien    | 3:2 |
| 4. September | Italien    | Bulgarien  | 0:3 |
|              | Serbien    | Tschechien | 3:0 |
| 5. September | Tschechien | Italien    | 0:3 |
| 6. September | Serbien    | Italien    | 3:1 |
|              | Tschechien | Bulgarien  | 1:3 |

### Zweite Runde
Deutschland kam mit den zwei Niederlagen aus der ersten Runde in die Gruppe E, gewann aber im ersten Spiel gegen die bislang ungeschlagenen Griechen. Am nächsten Tag entthronte die Mannschaft des DVV den Titelverteidiger Spanien. Da die Polen und Franzosen ihre ersten beiden Spiele in der Zwischenrunde gewannen, hatte Deutschland am letzten Spieltag noch eine Chance auf den Einzug ins Halbfinale. Das Team von Raul Lozano verpasste jedoch trotz des 3:1-Siegs gegen die Slowakei den zweiten Platz in der Gruppe, weil die Franzosen anschließend die Spanier besiegten.
Deutschland spielte mit Patrick Steuerwald, Ferdinand Tille, Eugen Bakumovski, Max Günthör, Sebastian Schwarz, Georg Grozer, Marcus Böhme, Markus Steuerwald, Robert Kromm, Georg Wiebel, Jochen Schöps, Simon Tischer, Björn Andrae und Dirk Westphal.
In Gruppe F sicherten sich Russland und Bulgarien bereits nach dem zweiten Spieltag einen Platz unter den besten vier Mannschaften des Turniers. Das direkte Duell entschieden die Russen in drei Sätzen für sich. Serbien belegte durch den Sieg gegen die Niederlande wegen des besseren Satzverhältnisses im Vergleich zu Deutschland den fünften Platz der Gesamtwertung und qualifizierte sich direkt für die Europameisterschaft 2011.
| Gruppe E in İzmir |              |       |        |       |
| Platz             | Team         | Sätze | Punkte | BPQ   |
| 1.                | Polen        | 15:6  | 10     | 1,134 |
| 2.                | Frankreich   | 13:7  | 9      | 1,100 |
| 3.                | Deutschland  | 11:9  | 8      | 0,989 |
| 4.                | Griechenland | 8:11  | 7      | 0,938 |
| 5.                | Spanien      | 7:14  | 6      | 0,935 |
| 6.                | Slowakei     | 8:15  | 5      | 0,930 |

| Gruppe F in Istanbul |             |       |        |       |
| Platz                | Team        | Sätze | Punkte | BPQ   |
| 1.                   | Russland    | 15:3  | 10     | 1,187 |
| 2.                   | Bulgarien   | 12:6  | 9      | 1,082 |
| 3.                   | Serbien     | 12:8  | 8      | 1,047 |
| 4.                   | Niederlande | 10:12 | 7      | 0,998 |
| 5.                   | Italien     | 5:12  | 6      | 0,932 |
| 6.                   | Finnland    | 2:15  | 5      | 0,787 |

| 8. September  | Deutschland  | Griechenland | 3:1 |
|               | Polen        | Spanien      | 3:2 |
|               | Frankreich   | Slowakei     | 3:1 |
| 9. September  | Spanien      | Deutschland  | 1:3 |
|               | Slowakei     | Polen        | 2:3 |
|               | Griechenland | Frankreich   | 1:3 |
| 10. September | Deutschland  | Slowakei     | 3:1 |
|               | Frankreich   | Spanien      | 3:1 |
|               | Polen        | Griechenland | 3:0 |

| 8. September  | Russland    | Serbien     | 3:1 |
|               | Niederlande | Italien     | 3:1 |
|               | Finnland    | Bulgarien   | 0:3 |
| 9. September  | Italien     | Russland    | 0:3 |
|               | Bulgarien   | Niederlande | 3:1 |
|               | Serbien     | Finnland    | 3:0 |
| 10. September | Russland    | Bulgarien   | 3:0 |
|               | Finnland    | Italien     | 0:3 |
|               | Niederlande | Serbien     | 1:3 |

### Finalrunde
Im Halbfinale konnten sich die beiden Vertreter der Vorrunden-Gruppe A gegen die Kontrahenten aus der Gruppe D durchsetzen. Polen reichten dazu drei Sätze gegen Bulgarien. Russland konnte gegen Frankreich einen 0:2-Satzrückstand ausgleichen, unterlag dann im Tiebreak jedoch mit 15:17. Im Spiel um Platz drei gewannen die Bulgaren gegen den Rekordeuropameister Russland, dem sie in der Zwischenrunde noch deutlich unterlegen waren, mit einem 3:0-Sieg die Bronzemedaille. Das Finale bestritten zwei Mannschaften, die noch nie den Titel gewonnen hatten. Der Erfolg gelang den Polen, die Frankreich wie in der Vorrunde mit 3:1 besiegten.
|  | Halbfinale 12. September | Halbfinale 12. September |           |   | Finale 13. September | Finale 13. September |
|  |                          |                          |           |   |                      |                      |
|  | Polen                    | 3                        |           |   |                      |                      |
|  | Bulgarien                | 0                        |           |   |                      |                      |
|  |                          |                          |           |   |                      |                      |
|  |                          |                          |           |   |                      |                      |
|  | Polen                    | 3                        |           |   |                      |                      |
|  |                          | Frankreich               | 1         |   |                      |                      |
|  |                          |                          |           |   |                      |                      |
|  | Platz 3 13. September    |                          |           |   |                      |                      |
|  |                          |                          | Bulgarien | 3 |                      |                      |
|  | Russland                 | 2                        | Russland  | 0 |                      |                      |
|  | Frankreich               | 3                        |           |   |                      |                      |

## Endstände

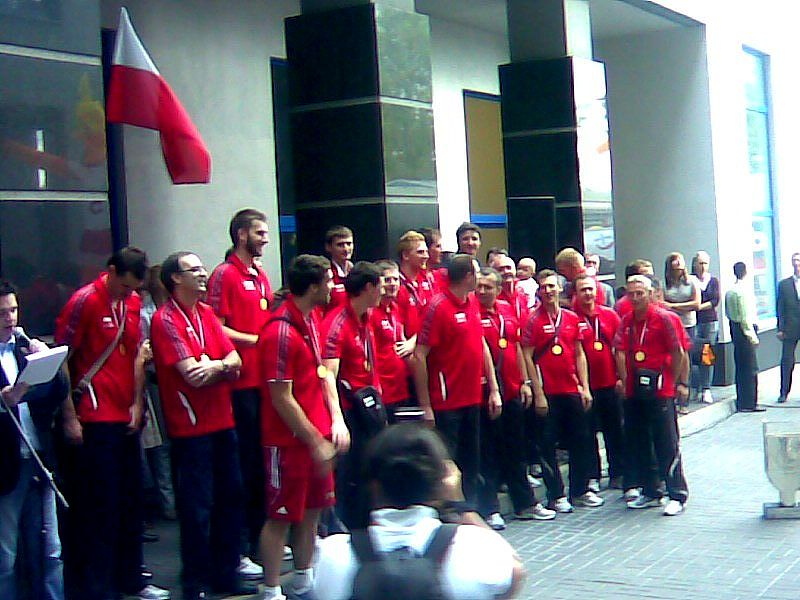
Die siegreiche Mannschaft Polens

| Rang                     | Team         | Sätze       | BPQ         |
| Finalrunden              | Finalrunden  | Finalrunden | Finalrunden |
| ------------------------ | ------------ | ----------- | ----------- |
| 1                        | Polen        |             |             |
| 2                        | Frankreich   |             |             |
| 3                        | Bulgarien    |             |             |
| 4                        | Russland     |             |             |
| Aus in der zweiten Runde |              |             |             |
| 5                        | Serbien      | 12:8        | 1,047       |
| 6                        | Deutschland  | 11:9        | 0,989       |
| 7                        | Niederlande  | 10:12       | 0,998       |
| 8                        | Griechenland | 8:11        | 0,938       |
| 9                        | Spanien      | 7:14        | 0,935       |
| 10                       | Italien      | 5:12        | 0,932       |
| 11                       | Slowakei     | 8:15        | 0,896       |
| 12                       | Finnland     | 2:15        | 0,930       |
| Aus in der ersten Runde  |              |             |             |
| 13                       | Türkei       | 2:9         | 0,870       |
| 14                       | Estland      | 2:9         | 0,830       |
| 15                       | Slowenien    | 1:9         | 0,875       |
| 16                       | Tschechien   | 1:9         | 0,790       |

## Auszeichnungen

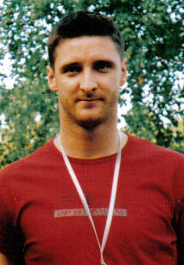
Piotr Gruszka

Der polnische Außenangreifer Piotr Gruszka führte seine Mannschaft zum ersten Titel bei einer Europameisterschaft und wurde dafür als wertvollster Spieler ausgezeichnet. Sein Mitspieler Paweł Zagumny erhielt die Auszeichnung in der Kategorie Zuspieler. Drei Akteure aus dem Kader des unterlegenen Finalisten Frankreich kamen ebenfalls zu Ehren. Die restlichen Spitzenspieler stellten die weiteren Halbfinalisten Bulgarien und Russland.
| Wertvollster Spieler (MVP) | Piotr Gruszka    | Polen      |
| Bester Scorer              | Antonin Rouzier  | Frankreich |
| Bester Angreifer           | Alexander Wolkow | Russland   |
| Bester Blocker             | Wiktor Josifow   | Bulgarien  |
| Bester Aufschläger         | Juri Bereschko   | Russland   |
| Bester Libero              | Hubert Henno     | Frankreich |
| Bester Zuspieler           | Paweł Zagumny    | Polen      |
| Bester Annahmespieler      | Stéphane Antiga  | Frankreich |

## Spielstätten
Die Spiele wurden in Istanbul und İzmir ausgetragen. Die Abdi İpekçi Arena befindet sich in der Nähe der Theodosianischen Landmauer im Istanbuler Stadtteil Zeytinburnu und fasst bei den EM-Spielen 10500 Zuschauer. Die Multifunktionsarena war unter anderem bereits Spielstätte der Basketball-Europameisterschaft 2001 und Veranstaltungsort des Eurovision Song Contest 2004. Die Halkapınar-Sporthalle in İzmir hat eine Kapazität von 9000 Zuschauern und war Spielstätte der Fecht-Europameisterschaft 2006.

## Medien
Alle Spiele mit deutscher Beteiligung und einige weitere Spiele wurden im kostenlosen Livestream beim Internet-Sender laola1.tv übertragen.

## Qualifikation
Neben Gastgeber Türkei waren die Mannschaften, die bei der EM 2007 die Plätze eins bis sechs belegten, automatisch qualifiziert. Das sind Titelverteidiger Spanien, der Vize Russland, der Dritte Serbien, der Vierte Finnland, der Fünfte Deutschland und der Sechste Italien.
In sechs Gruppen mit je vier Teams spielten 24 Mannschaften im Mai und Juni 2006 um die restlichen neun Plätze. Die Gruppensieger qualifizierten sich direkt, die Gruppenzweiten mussten eine zusätzliche Playoff-Runde mit Hin- und Rückspiel bestreiten.
In Gruppe A konnten die Slowaken in Poprad und die Tschechen in Plzeň jeweils ihren Heimvorteil nutzen und sich von der Ukraine und Rumänien absetzen. Am Ende schafften die Slowaken vor den punktgleichen Tschechen den Gruppensieg.
In Gruppe B setzten sich die Niederlande bei den Turnieren in Rotterdam und Maribor ungeschlagen gegen Slowenien, Lettland und Aserbaidschan durch.
Die Gruppe C, deren Spiele in Dunkerque und Skopje stattfanden, gewann Frankreich mit nur einem verlorenen Satz vor Mazedonien, Weißrussland und Bosnien.
In Gruppe D profitieren die punktgleichen Griechen und Belgier vom Heimvorteil in Glyfada und Antwerpen und ließen Schweden und Großbritannien hinter sich. Der erste Platz ging an die Griechen.
Bei den Turnieren der Gruppe E in Warna und Póvoa de Varzim verloren die Bulgaren keinen Satz und schafften mit Siegen gegen Portugal, Israel und Kroatien die Qualifikation.
In Gruppe F, die in Olsztyn und Tallinn spielte, gelang Estland mit insgesamt fünf Siegen gegen Polen, Montenegro und Ungarn der Gruppensieg.
Bei den Playoff-Spielen im September 2008 setzte sich Slowenien mit zwei 3:0-Siegen gegen Portugal durch. Tschechien besiegte Mazedonien mit 3:0 und 3:2. Die knappste Entscheidung fiel zwischen Belgien und Polen. Die Osteuropäer qualifizierten sich nach zwei Spielen mit jeweils fünf Sätzen.